# Harel Levy
Har'el Levy (hebrejsky: הראל לוי; narozený 5. srpna 1978, kibuc Nachšonim) je izraelský profesionální tenista. Na žebříčku ATP byl nejvýše klasifikován na 30. místě ve dvouhře (2001) a 71. místě ve čtyřhře (2008).
Sportovní kariéru přerušil dvakrát kvůli vojenské službě v izraelské armádě a vážnému zranění kyčle. Ve dvouhře již na okruhu ATP porazil Peta Samprase, Michaela Changa, Andyho Roddicka, Igora Andrejeva nebo Igora Kunicyna. Probojoval se do finále turnaje série Masters Series v Torontu, dále pak ve Nottinghamu a zvítězil ve čtyřhře v Newportu (Rhode Island).

## Tenisová kariéra
Hráč je izraelským Židem. Tenis začal hrát v sedmi letech a ve věku devíti let se rodina přestěhovala na osmnáct měsíců do Portugalska. Poté se vrátila do Izraele a od roku 1992 bydlela v Ramat ha-Šaronu, kde sídlí národní tenisové centrum. Daný rok se stal nejlepším izraelským tenistou v kategorii starších žáků (do 14 let).

### 1995–1999
V roce 1995 vstoupil do profesionálního tenisového okruhu ATP. Přestože musel plnit povinnou vojenskou službu, armáda mu umožnila startovat na některých turnajích.
V červenci 1999, kdy byl klasifikován na 241. místě ATP, porazil bývalou světovou dvojku Michaela Changa 6-4, 6-3 na challengeru Safeway v Aptosu. V srpnu pak vyhrál nad aktuálně 40. hráčem Jiřím Novákem 7–5, 6–1 a v září získal turnajové vítězství ve čtyřhře na turnaji v Budapešti spolu s Noam Okunem, když ve finále zdolali pár Daniel Fiala a Leoš Friedl 6–4, 4–6, 6–2.

### 2000–2004
V lednu 2000 vyhrál spolu s Jonathanem Erlichem čtyřhru ve floridském Orlandu, když ve finále přehráli Óscara Ortize a Jimyho Szymanskiho 6–3, 6–4. V červenci spolu získaly další titul v Newportu, když porazili pár Kyle Spencer a Mitch Sprengelmeyer 7–6 (2), 7–5.
V červenci 2000 na turnaji Masters Series v Torontu, kdy byl až na 144. pozici žebříčku, mu vycházela taktika tvrdých úderů od základní čáry kombinovaná s přesnými kraťasy. Cestou do finále kvalitně obsazeného turnaje postupně zdolal Martina Damma (73. místo), Stefana Koubka (47. místo), Sébastiena Grosjeana (27. místo), Jérôme Golmarda (61. místo) a Jiřího Nováka (55. místo). V samotném finále pak nestačil na Marata Safina (9. místo). Z tohoto turnaje více než zdvojnásobil své celkové tenisové finanční zisky za prémii 211 000 amerických dolarů. Stal se prvním Izraelcem, který se probojoval do finále turnaje ATP ve dvouhře od roku 1994, kdy se to podařilo Amosu Mansdosrfovi, a v žebříčku ATP poskočil až na 70. místo.
Tříletou vojenskou službu v izraelské armádě ukončil v srpnu 2000.
V březnu 2001 vyhrál ve Scottsdale nad 10. hráčem světa Timem Henmanem 6–2, 6–4. V květnu téhož roku pak zvítězil nad svým tenisovým vzorem a světovou jedničkou Petem Samprasem na Italian Open ve třech setech 7–5, 2–6, 6–4, když zachránil 13 ze 17 breakbolů, které na něj soupeř měl. Sampras po utkání řekl: „Hrál velmi dobře.“ V dalším zápase turnaje přehrál 33. hráče světa Francisca Claveta 6–4, 7–6 (6) a poté Nicolase Kiefera 6–2, 6–4, když zaznamenal 80% úspěšnost prvního servisu. Ve čtvrtfinále ovšem nestačil na Švéda Andrease Vinciguerru.
V červnu 2001 porazil 17. hráče světa Waynea Ferreiru 6–2, 6–4, a také Andyho Roddicka 7–6 (3), 5–7, 6–3, s nevyléčeným zraněním kyčle. V Nottinghamu prohrál ve finále s Thomasem Johanssonem 7–5, 6–3. Na konci června odstoupil z 1. kola ve Wimbledonu pro zranění kyčle. 25. června 2001 ve svých 22 letech byl dosud nejvýše klasifikován na žebříčku ATP, a to na 30. místě.
V listopadu 2001 podstoupil ve Spojených státech artroskopický výkon pro zranění kolena a dále léčil i kyčelní kloub. Šest měsíců strávil doma v Ramat ha-Šaronu na předměstí Tel Avivu a v dubnu 2002 se vrátil na tenisové kurty.
Většinu tenisové sezóny 2002 mu hraní komplikovala zranění. Do července 2002 poklesl na žebříčku až na 326. místo. Následující měsíc pronesl: „Nemyslím si, že se vrátím se stoprocentním zdravím, ale pokud by to bylo na devadesát procent, pak bych byl velmi šťastný.“
Na US Open 2002 porazil 30. hráče světa Andreje Pavla 1–6, 7–6 (7), 4–6, 6–3, 6–4. Ve Forest Hills v květnu 2003 porazil nejvýše nasazeného Justina Gimelstoba 6-2, 6-3.
V září 2003 získal na grenobelském Open de l'Isère titul ve čtyřhře spolu s Australanem Paulem Baccanellem, když ve finále vyhráli nad párem Rik de Voest a Johan Landsberg 5–7, 6–4, 7–6 (5). Na turnaji si zahrál také finále dvouhry. Ve stejném měsíci slavil další titul, když v Groningenu triumfoval ve čtyřhře se spoluhráčem Amirem Hadadem, po vítězství nad dvojicí Fred Hemmes a Raemon Sluiter 6–4, 6–4. V říjnu spolu vyhráli další turnaj v Nottinghamu, ve finále zdolali pár Scott Humphries a Mark Merklein 6–4, 6–7 (3), 6–3. Na turnaji v Dněpropetrovsku se probojoval do finále, kde podlehl Gruzínci Irakli Labadzemu 3–6, 6–3, 1–6. Ve čtyřhře zde vyhrál spolu s krajanem Jonathanem Erlichem 6–4, 6–3 nad dvojicí Simon Aspelin a Johan Landsberg. V listopadu také spolu zvítězili na turnaji v Bratislavě, když ve finále porazili pár Mario Ančić a Martin García 7–6 (7), 6–3. Sezónu 2003 ukončil na 111. místě singlového žebříčku.

### 2005–současnost

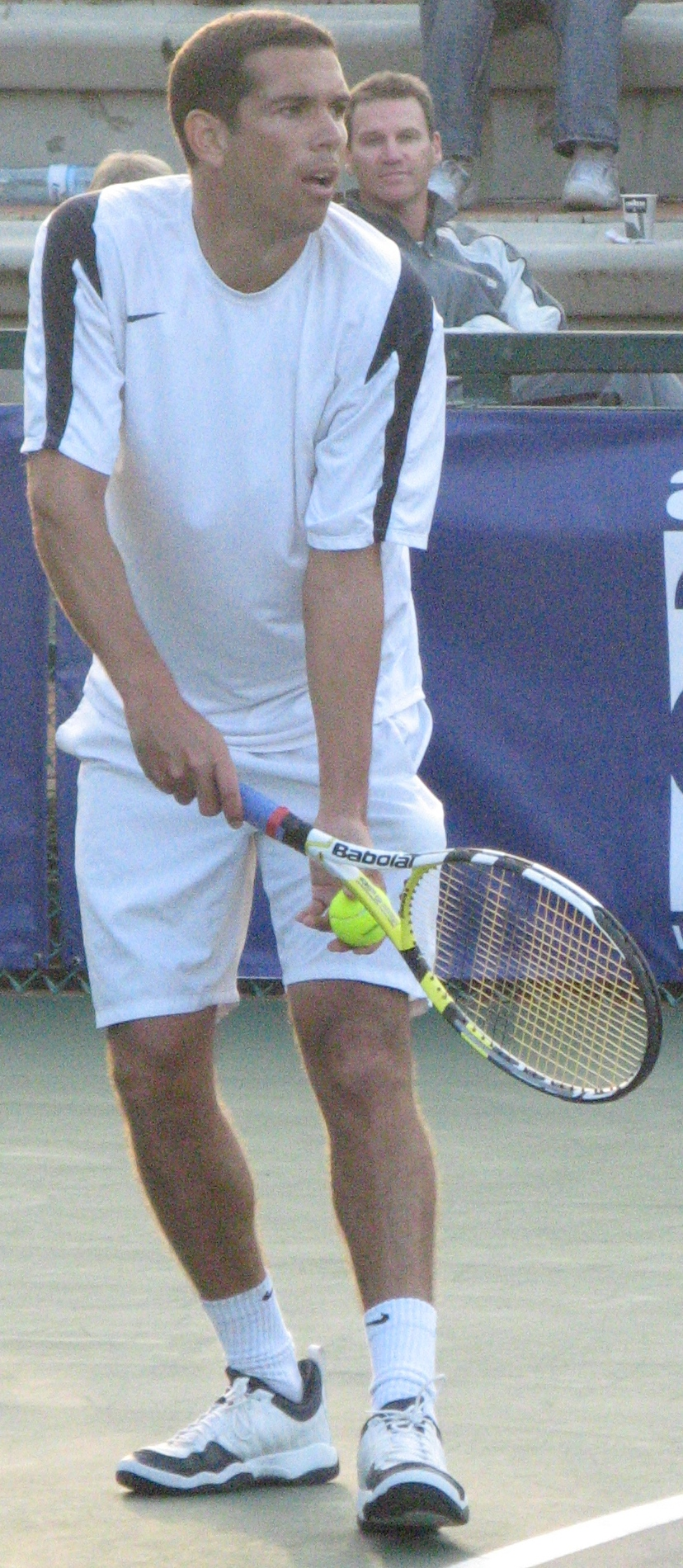
Levy v roce 2008 na Israel Tennis Championship.

Na konci dubna 2005 vyhrál čtyřhru v Budapešti spolu s Amirem Hadadem, ve finále nad Nikolou Martinovićem a Joskou Topićem 5–7, 6–2, 6–1. Hned na dalším turnaji v Miskolci získali další titul, když ve finále zdolali pár Bastian Knittel a Marius Zay 6–1, 6–0. V květnu si připsali třetí vítězství z německého Fürthu, ve finále porazili dvojici Jan Frode Andersen a Johan Landsberg 6–1, 6–2. V červenci pak dosáhli čtvrtého titulu v maďarském Budaorsu, ve finále nad Adamem Chadajem a Stephanem Robertem 6–4, 6–7 (7), 6–3.
V roce 2005 vyhrál dvouhru na USTA Tulsa Challenger, když ve finále přemohl Němce Benedikta Dorscha po tříhodinovém boji 5–7, 7–5, 7–6 (6). V září pak zvítězil ve čtyřhře spolu s Noamem Okunem na istanbulském turnaji, ve finále nad českým párem David Škoch a Martin Štěpánek 6-4, 7–5.
Zranění ramene v lednu 2006 mu znemožnilo účast na australském turnaji Sydney ATP a vyřadilo ho na jeden týden. V červnu 2006 vyhrál společně s Giorgiem Galimbertim milánský turnaj v deblu, ve finále porazili pár Frederico Gil a Juan Albert Viloca 6–3, 6–3. V srpnu pak spolu se Samem Warburgem triumfoval v newyorském Bronxu, ve finále nad dvojicí Scott Lipsky a David Martin 6–4, 7–5.
Na počátku roku 2007 obdržel tříměsíční zákaz účasti na turnajích od Izraelského tenisového svazu, protože se nezúčastnil turnaje, který tento svaz pořádal.
V dubnu 2007 pak vyhrál debla spolu s Warburgem v kalifornské Valencii, ve finále porazili pár Cecil Mamiit a Eric Taino 6–2, 6–4. V červnu se stejným spoluhráčem triumfoval na turnaji v kalifornském Yuba City, ve finále nad dvojicí Eric Nuñez a Jean-Julien Rojer 6–4, 6–4.
V červenci 2007 se spolu s Rajeevem Ramem probojovali z kvalifikace na Wimbledonu 2007 do hlavní soutěže a postoupili až do čtvrtfinále, což byl jeho nejlepší grandslamový výsledek. Ve 3. kole porazili 15. nasazený pár Martín García a Sebastián Prieto 7–6 (0), 6–7 (4), 7–6 (4), 6–7 (3), 10-8. Ve čtvrtfinále podlehli 10. nasazeným Arnaudu Clémentovi a Michaëlu Llodrovi 6–3, 6–2, 6–2.
V červenci téhož roku vyhrál Challenger v Manchesteru, když ve finále zdolal Travise Rettenmaiera 6–2, 6–4.
Na tenisovém mistrovství Izraele v prosinci 2007 hladce ve finále porazil Dekela Valtzera 6-0, 6-1. Mistrem Izraele ve dvouhře již byl v letech 1997, 1999 a 2002.
O rok později v prosinci 2008 získal pátý titul izraelského šampióna, když ve finálovém zápase přehrál Dudiho Selu 6-4, 3-6, 7-5. Ve finále národního mistrovství podlehli spolu s Noamem Okunem dvojici Andy Ram a Noam Behr 6-1, 6-4.
Na počátku roku 2009 se rozhodl omezit svou aktivitu ve dvouhře a zaměřit se především na čtyřhru, kde vytvořil stabilní pár s Noamem Okunem. Ale po izraelské výhře v Davis Cupu nad Švédskem změnil plány. Daviscupový tým Izraele se probojoval ado čtvrtfinále soutěže proti Rusku a pro případ, že by nastoupil ve dvouhře začal hrát na všech turnajích, kde to bylo možné i dvouhru.

### Davis Cup
Za izraelské daviscupové družstvo nastupuje od roku 1998, s celkovou bilancí 23 výher a 16 proher, k září 2009.

## Osobní život
Jeho blízkým přítelem na okruhu byla bývalá světová tenisová jednička Gustavo Kuerten, se kterým často trénoval jako sparingpartner během turnajů.

## Finálová utkání na turnajích ATP a ITF

### Dvouhra – finalista (2)
| Legenda                                                       |
| Grand Slam (0)                                                |
| ATP Masters Series / ATP World Tour Masters 1000 (1)          |
| ATP International Series Gold / ATP World Tour 500 Series (0) |
| ATP International Series / ATP World Tour 250 Series (1)      |

| Č. | Datum          | Turnaj             | Povrch | Vítěz            | Výsledek |
| 1. | 6. srpen 2000  | Montreal, Kanada   | tvrdý  | Marat Safin      | 2-6 3-6  |
| 2. | 29. srpen 1999 | Nottingham, Anglie | tráva  | Thomas Johansson | 5-7 3-6  |

### Čtyřhra – vítěz (1)
| Legenda                                                  |
| ATP International Series / ATP World Tour 250 Series (1) |

| Č. | Datum             | Turnaj  | Povrch | Spoluhráč       | Finalisté                        | Výsledek   |
| -- | ----------------- | ------- | ------ | --------------- | -------------------------------- | ---------- |
| 1. | 10. července 2000 | Newport | tráva  | Jonathan Erlich | Kyle Spencer Mitch Sprengelmeyer | 7-6(2) 7-5 |

### Čtyřhra – finalista (1)
| Legenda                                                  |
| ATP International Series / ATP World Tour 250 Series (1) |

| Č. | Datum        | Turnaj                              | Povrch | Partner    | Vítězové                           | Výsledek       |
| 1. | 7. únor 2010 | Johannesburg, Jihoafrická republika | tvrdý  | Karol Beck | Rohan Bopanna Aisam-ul-Haq Qureshi | 2-6, 6-3, 10-5 |

### Challengery (4) – vítěz dvouhry
| Č. | Datum             | Turnaj     | Povrch | Finalista          | Výsledek       |
| -- | ----------------- | ---------- | ------ | ------------------ | -------------- |
| 1. | 2. srpen 1999     | Lexington  | tvrdý  | Kevin Kim          | 6-4 7-6(4)     |
| 2. | 26. září 2005     | Tulsa      | tvrdý  | Benedikt Dorsch    | 5-7 7-5 7-6(6) |
| 3. | 16. červenec 2007 | Manchester | tráva  | Travis Rettenmaier | 6-2 6-4        |
| 4. | 20. červenec 2009 | Lexington  | tvrdý  | Alex Kuznetsov     | 6-4 4-6 6-2    |